# Тургайский пролив (село)
Тургайский пролив (каз. Торғай бұғазы) — упразднённое село в Аулиекольском районе Костанайской области Казахстана. Входило в состав Аманкарагайского сельского округа. Находится примерно в 7 км к северо-востоку от районного центра, села Аулиеколь. Код КАТО — 393631500. Ликвидировано в 2013 году.

## Население
В 1999 году население села составляло 29 человек (15 мужчин и 14 женщин). По данным переписи 2009 года, в селе проживало 14 человек (9 мужчин и 5 женщин).